# Comalli
Comalli (xot; izgovor: komalji; šot).- veliki tanjur od pečene zemlje kod Nahua nazivan comalli (komalji) i xot kod Quiché Indijanaca, oblika je diska, i služi za pripremanje jela od kukuruznog brašna. Comalli se do danas očuvao za pripremu tortilja, poznata kod lokalnih Indijanaca kao tlaxcalli.  U suvremenom MexSp comalli se naziva comal.